# Charles Baxter
Charles Baxter (Minneapolis, 13 de mayo de 1947) es un escritor estadounidense. Fue profesor de escritura creativa en la Universidad de Minnesota y en la Universidad de Míchigan.

## Biografía
Baxter nació en Minneapolis. Se graduó en Macalester College de Saint Paul. En 1974 consiguió su título de Doctor of Philosophy por la Universidad de Búfalo. Su tesis trataba sobre Djuna Barnes, Malcolm Lowry y Nathanael West. Inició su carrera académica en la Universidad Estatal Wayne de Detroit. Posteriormente, se transfirió a la Universidad de Míchigan, en la que durante muchos años dirigió el programa de escritura creativa MFA (Creative Writing MFA). 
Su novela El festín del amor se adaptó al cine con el título El juego del amor en 2007. Fue dirigida por Robert Benton y protagonizada por Morgan Freeman, Fred Ward y Greg Kinnear. El estreno de la película tuvo lugar el 27 de septiembre de 2007.

## Obras

### Novelas
- Primera luz.[5] Traductor al español: Jordi Fibla. Barcelona: RBA, 2006.
- Shadow Play. Penguin, 1993.
- El festín del amor.[6] Traductor al español: Jaime Zulaika. Barcelona: RBA, 2005.
- Saul y Patsy.[7] Traductor al español: Jordi Fibla. Barcelona: RBA, 2004.
- El ladrón de almas.[8] Traductor al español: Jordi Fibla. .Barcelona: RBA, 2010.
- The Sun Collective. Pantheon Books, 2020.
- Blood Test. Pantheon, 2024.

### Narrativa breve
- Harmony of the World (1984). Premio de los Associated Writing Programs.
- Viaje de invierno.[9] Traductor: Jaime Zulaika. Barcelona: RBA, 2003.
- Gryphon, 1985.
- A Relative Stranger. W.W. Norton, 1990.
- Believers. Pantheon Books, 1997.
- There's Something I Want You to Do: Stories, 2015.

### Poesía
- Imaginary Paintings, 1989.
- The South Dakota Guidebook, 1974.
- Chameleon, 1970.

### Ensayo
- Burning Down The House: Essays on Fiction. Graywolf Press, 1997.
- The Art of Subtext: Beyond Plot, 2007. Premio Minnesota Book for General Non-fiction (2008).

## Premios y reconocimientos
- 2000: Finalista en el National Book Award por El festín del amor.
- 1997: Premio de la American Academy of Arts and Letters.
- 1995: Distinción en el Ohio University Spring Literary Festival.
- 1994: Premio Cohen al mejor ensayo.
- 1994: Premio Daniel A. Pollack-Harvard Review por Shadow Play
- 1994: Premio de The Gettysburg Review por Fiction and the Inner Life of Objects.
- 1992-1995: Beca de la Fundación Lila Wallace-Reader's Digest.
- 1991: Premio de la Fundación Lawrence.
- 1991: Premio de la Fundación Arts de Míchigan.
- 1985-6: Beca Guggenheim.
- 1984: Premio del Michigan Council for the Arts.
- 1983: Premio del National Endowment for the Arts.
- 1982: Premio de la Fundación Lawrence.